# Gemeinschaft Evangelischer Kirchen in Europa
Die Gemeinschaft Evangelischer Kirchen in Europa (GEKE), englisch Communion of Protestant Churches in Europe (CPCE), französisch Communion d’Eglises protestantes en Europe (CEPE), ist eine Gemeinschaft von Kirchen, die fast alle lutherischen, reformierten und methodistischen Kirchen Europas einschließt.
Die Mitgliedskirchen haben 1973 im Tagungshaus Leuenberg bei Basel mit der Leuenberger Konkordie Kanzel- und Abendmahlsgemeinschaft erklärt und sich zur gemeinsamen Verwirklichung von Zeugnis und Dienst verpflichtet. Der Name der Kirchengemeinschaft lautete daher zunächst Leuenberger Kirchengemeinschaft. Auf ihrer Tagung Ende Oktober / Anfang November 2003 nahm die Gemeinschaft ihren gegenwärtigen Namen an.

## Grundlage
Die Konkordie reformatorischer Kirchen in Europa, kurz Leuenberger Konkordie, als Gründungsdokument der Gemeinschaft Evangelischer Kirchen in Europa entstand nach zwischenkirchlichen Lehrgesprächen 1973 im Schweizer Tagungshaus Leuenberg in Hölstein bei Basel. Sie formulierte das gemeinsame Verständnis des Evangeliums einschließlich der gemeinsamen Auffassung von Taufe und Abendmahl und erklärte die gegenseitigen Verwerfungen der Reformation als heute nicht mehr zutreffend. Die Unterzeichnerkirchen erkennen die Ordinationen gegenseitig an, erklären Kanzel- und Abendmahlsgemeinschaft und verpflichten sich zur Verwirklichung der Kirchengemeinschaft in Zeugnis und Dienst.
Die methodistischen Kirchen Europas traten 1997 auf der Grundlage einer Gemeinsamen Erklärung zur Kirchengemeinschaft bei.

## Weitere Zusammenarbeit
In fortlaufenden Lehrgesprächen werden theologische und Glaubensfragen behandelt und reformatorische Positionen zu geistlichen und gesellschaftlichen Herausforderungen formuliert. Die Ergebnisse dieser Lehrgespräche werden in der Buchreihe Leuenberger Texte veröffentlicht und können von der Homepage der Gemeinschaft Evangelischer Kirchen in Europa heruntergeladen werden.
Ebenso pflegt die Gemeinschaft Evangelischer Kirchen in Europa ökumenische Kontakte zum Ökumenischen Rat der Kirchen, zur Konferenz Europäischer Kirchen, zum Lutherischen Weltbund, zur Weltgemeinschaft Reformierter Kirchen, zur Anglikanischen Kirchengemeinschaft und zur Europäischen Baptistischen Föderation.
Seit 2001 versucht die Gemeinschaft Evangelischer Kirchen in Europa, die Positionen ihrer Mitgliedskirchen zu gesellschaftspolitischen Fragen zu bündeln und in den Dialog mit den europäischen Institutionen einzubringen. Diese Arbeit geschieht in enger Kooperation mit der Konferenz Europäischer Kirchen.
Sitz der GEKE ist seit 2007 das Kirchenamt der Evangelischen Kirche Augsburgischen Bekenntnisses in Österreich in Wien. Geschäftsführende Präsidentin ist seit 2024 Rita Famos, die Präsidentin der Evangelisch-reformierten Kirche Schweiz; der Theologieprofessor Georg Plasger aus Siegen und der estnische Bischof Marko Tiitus amtieren als Ko-Präsidenten. Generalsekretär ist seit dem Herbst 2018 Mario Fischer als erster hauptamtlicher Generalsekretär.
Neben der Buchreihe Leuenberger Texte gab die GEKE von 2007 bis 2017 dreimal im Jahr als Mitgliederzeitschrift den GEKE focus heraus.

## Nicht beigetretene Kirchen
Die Selbständige Evangelisch-Lutherische Kirche und weitere altlutherische Kirchen sind der Konkordie reformatorischer Kirchen in Europa nicht beigetreten, da in ihrer Wahrnehmung die lutherische Lehre vom Heiligen Abendmahl aufgegeben wurde. Auch die meisten evangelischen Freikirchen wie die Adventisten, Baptisten und die in der Reformationszeit entstandenen Mennoniten, die die Glaubenstaufe praktizieren, sind nicht beteiligt. Von 2002 bis 2004 fanden jedoch mehrere offizielle Konsultationen zwischen der Europäischen Baptistischen Föderation und der Gemeinschaft Evangelischer Kirchen in Europa statt. 2010 wurde eine Kooperationsvereinbarung unterzeichnet. Entsprechende Konsultationen mit Mennoniten oder Adventisten fanden nicht statt.

## Mitgliedskirchen
Derzeit gehören 96 Kirchen aus praktisch allen Ländern Europas zur Gemeinschaft, darunter:
- die Landeskirchen der Evangelischen Kirche in Deutschland
- die Schweizer Evangelisch-reformierten Landeskirchen
- die Vereinigte Protestantische Kirche von Belgien
- die Protestantische Kirche in den Niederlanden und die Remonstrantse Broederschap
- die Vereinigte Protestantische Kirche Frankreichs und die Union Protestantischer Kirchen von Elsass und Lothringen
- die Evangelische Kirche A. B. in Rumänien und die Evangelisch-Lutherische Kirche in Rumänien
- die Tschechoslowakische Hussitische Kirche und die Evangelische Kirche der Böhmischen Brüder
- die Church of Scotland
- die presbyterianischen Kirchen in Irland und Wales
- die Evangelische Waldenserkirche und die Evangelisch-Lutherische Kirche in Italien
- die Herrnhuter Brüdergemeine (Europäisch-Festländische Provinz)
- die Evangelisch-methodistische Kirche (europäischer Teil)
- die methodistischen Kirchen in Großbritannien (Methodist Church of Great Britain) und Irland
- die Norwegische Kirche
- die Dänische Volkskirche
- die Evangelische Kirche von Luxemburg
- die Deutsche Evangelisch-Lutherische Kirche in der Ukraine

Eine vollständige Liste ist unter Liste der GEKE-Mitgliedskirchen zu finden.
Die folgenden Kirchen beteiligen sich an der Arbeit der Gemeinschaft Evangelischer Kirchen in Europa, ohne die Leuenberger Konkordie unterzeichnet zu haben
- die Evangelisch-Lutherische Kirche Finnlands
- die Schwedische Kirche

## Vollversammlungen
- 1976: Sigtuna (Schweden): „Zeugnis und Dienst reformatorischer Kirchen im Europa der Gegenwart“
- 1981: Driebergen (Niederlande): „Konkordie und Kirchengemeinschaft reformatorischer Kirchen im Europa der Gegenwart“
- 1987: Straßburg (Frankreich): „Konkordie und Ökumene“
- 1994: Wien (Österreich): „Wachsende Gemeinschaft in Zeugnis und Dienst – Reformatorische Kirchen in Europa“
- 2001: Belfast (Vereinigtes Königreich): „Versöhnte Verschiedenheit – Der Auftrag der evangelischen Kirchen in Europa“
- 2006: Budapest (Ungarn): „Gemeinschaft gestalten – Evangelisches Profil in Europa“
- 2012: Florenz (Italien): „Frei für die Zukunft – evangelische Kirchen in Europa“
- 2018: Basel (Schweiz): „Befreit – verbunden – engagiert“
- 2024: Hermannstadt (Rumänien): „Im Licht Christi – berufen zur Hoffnung“[4]

## Leitung
Die Arbeit wurde anfangs von einem „Koordinierungsausschuss für die Leuenberger Lehrgespräche“ organisiert, der in der Regel einen lutherischen und einen reformierten Vorsitzenden hatte. Er wurde 1994 zum Exekutivausschuss und 2006 zum Rat umgebildet. Seit 1994 wählen Exekutivausschuss bzw. Rat aus ihrer Mitte ein mehrköpfiges Präsidium, das die Gemeinschaft nach außen vertritt; einer der Präsidenten fungiert als Geschäftsführender Präsident.
Folgende Personen trugen bzw. tragen die Leitungsverantwortung:
- Max Geiger, Vorsitzender des Koordinierungsausschusses 1973–1976
- Marc Lienhard, Vorsitzender des Koordinierungsausschusses 1973–1976
- Wenzel Lohff, Vorsitzender des Koordinierungsausschusses 1976–1987
- Daniel von Allmen, Vorsitzender des Koordinierungsausschusses 1976–1981
- Karel Blei, Präsident des Koordinierungs- bzw. Exekutivausschusses 1981–1990
- Friedrich-Otto Scharbau, Präsident des Koordinierungs- bzw. Exekutivausschusses 1987–1994
- Peter Beier, geschäftsführender Präsident 1994–1996
- Heinrich Rusterholz, Präsident 1994–2001, ab 1996 geschäftsführend
- Elisabeth Parmentier, Präsidentin 1994–2006, ab 2001 geschäftsführend
- Jaan Kiivit junior, Präsident des Exekutivausschusses 1994–2001
- Thomas Wipf, Präsident 2001–2012, ab 2006 geschäftsführend
- Michael Beintker, Präsident 2001–2012
- Stephanie Dietrich, Präsidentin 2006–2012
- Friedrich Weber, geschäftsführender Präsident 2012–2015
- Klára Tarr Cselovszky, Präsidentin 2012–2018
- Gottfried Wilhelm Locher, Präsident 2012–2020, ab 2015 geschäftsführend
- Michael Weinrich, Präsident 2015–2018
- Miriam Rose, Präsidentin 2018–2024
- John Bradbury, Präsident 2018–2024, ab 2020 geschäftsführend
- Marcin Brzóska, Präsident 2021–2024
- Rita Famos, geschäftsführende Präsidentin seit 2024
- Marko Tiitus, Präsident seit 2024
- Georg Plasger, Präsident seit 2024

Die Geschäftsführung wurde zunächst in der Kommission für Glauben und Kirchenverfassung des Ökumenischen Rats der Kirchen erledigt; erster Sekretär war somit Lukas Vischer. 1978 wurde ein (lange Zeit nebenamtlich geführtes) Sekretariat eingerichtet. Als Sekretäre (ab 2006 als Generalsekretäre) amtierten:
- Martin Weyerstall 1978–1987
- Wilhelm Hüffmeier 1987–2006
- Michael Bünker 2007–2018
- Mario Fischer seit 2018

## Reformationsstädte Europas
Anlässlich des 500. Jubiläums der Reformation hat die Gemeinschaft Evangelischer Kirchen in Europa die Initiative Reformationsstädte Europas lanciert. Es ist ein Projekt, das das Zusammenspiel von Geschichte, Kunst, Kultur, Spiritualität und Tourismus fördert in den Städten Europas, die für die Geschichte der Reformation eine besondere Rolle spielten. Bislang haben sich 102 Städte in 17 Staaten dieser Initiative angeschlossen.